# Ocnerioxa pennata
Ocnerioxa pennata är en tvåvingeart som beskrevs av Speiser 1915. Ocnerioxa pennata ingår i släktet Ocnerioxa och familjen borrflugor. Inga underarter finns listade i Catalogue of Life.